# Göteborgarens Marstrandsresa
Göteborgarens Marstrandsresa är en svensk film från 1910. Filmen spelades in vid Stora Biografteaterns ateljé i Malmö med exteriörer från Marstrand. Den premiärvisades 13 september 1910 på Bostock i Stockholm. 

## Handling
Knut Lambert spelade själv huvudrollen och råkade ut för varjehanda. Han badade massagebad och hela Göteborg med omnejd kände igen de beprövade baderskorna. 